# Stefan Karadzja (Dobritsj)
Stefan Karadzja (Bulgaars: Стефан Караджа) is een dorp in de Bulgaarse gemeente Dobritsjka, oblast Dobritsj. Het dorp ligt hemelsbreed 6 km ten noordoosten van de regionale hoofdstad Dobritsj en 383 km ten noordoosten van Sofia. 

## Bevolking
Op 31 december 2020 telde het dorp Stefan Karadzja 365 inwoners. Het aantal inwoners vertoont al tientallen een dalende trend: in 1956 woonden er nog 675 inwoners in het dorp.
|  |

In het dorp wonen nagenoeg uitsluitend etnische Bulgaren. In februari 2011 identificeerden 202 van de 208 ondervraagden zichzelf als etnische “Bulgaren”. 6 ondervraagden hebben geen etniciteit gespecificeerd, terwijl 128 inwoners helemaal niet werden ondervraagd. 
| Etnische samenstelling van de respondenten (2011) | Etnische samenstelling van de respondenten (2011) | Etnische samenstelling van de respondenten (2011) | Etnische samenstelling van de respondenten (2011) | Etnische samenstelling van de respondenten (2011) |
| ------------------------------------------------- | ------------------------------------------------- | ------------------------------------------------- | ------------------------------------------------- | ------------------------------------------------- |
|                                                   |                                                   |                                                   |                                                   |                                                   |
| Bulgaren                                          | Bulgaren                                          |                                                   | 97,1%                                             | 97,1%                                             |
| Turken                                            | Turken                                            |                                                   | 0,0%                                              | 0,0%                                              |
| Roma                                              | Roma                                              |                                                   | 0,0%                                              | 0,0%                                              |
| Anders/Onbekend                                   | Anders/Onbekend                                   |                                                   | 2,9%                                              | 2,9%                                              |